# Birgit Hogefeld
Birgit Elisabeth Hogefeld. Nacida en 1956, en Wiesbaden, Alemania. Terrorista y militante de la tercera generación de la Fracción del Ejército Rojo o banda Baader-Meinhof.

## Biografía
En 1984 Hogefeld entra en la clandestinidad presumiblemente junto con su novio Wolfgang Grams. Ellos toman parte en formar la tercera generación de los activistas de la RAF aunque no se sabe mucho de la vida clandestina y de las estructuras de la RAF desde entonces. 
El 8 de agosto de 1985, un grupo de miembros de la RAF conjuntamente con terroristas del grupo francés Acción Directa asesinan de un tiro en la nuca al soldado estadounidense Edward Pimental y con su pase entran a la base militar americana en Fráncfort del Meno donde colocan un coche bomba que al estallar deja un saldo de dos muertos y once heridos. Hogefeld participa en este atentado. 
En 1993, Hogefeld y Grams llegan a la estación de trenes de Bad Kleinen cuando son interceptados por un grupo de Comandos del GSG9 alemán que los estaba esperando. Grams y Hogefeld habían sido marcados por Klaus Steinmetz, un activista del ambiente izquierdista enrolado por la Oficina de Protección de la Constitución («V-Mann») que se había infiltrado en el grupo. Según los funcionarios policiales, Hogefeld fue detenido sin resistencia mientras que Grams empezó a disparar apenas vieron a los policías. Grams hirió de muerte al funcionario Michael Newrzella, posteriormente se pegó un tiro y cayó en la vía del tren. Sin embargo otras versiones de testigos del hecho señalan que Grams se rindió y fue ejecutado en el sitio por los policías en represalia por la muerte de Newzella. La controversia sobre estas dos muertes ocasionaron la dimisión de varios políticos de la República Federal de Alemania. 

## En el juicio
En la Audiencia Territorial de Fráncfort del Meno (Oberlandesgericht), se acusó y demostró la responsabilidad de Birgit Hogefeld en:
- El asesinato del soldado estadounidense Edward Pimental, para robar la identificación. Hogefeld lo enlazó en un bar y empezó a beber licor con él, llevándolo a su casa. Poco después, miembros de la RAF mataron Pimental.

- Colocación de un coche bomba en la base militar norteamericana en Fráncfort del Meno donde resultaron muertas dos personas y al menos once heridas; para entrar utilizaron el pase del soldado Pimental.

- Intento fallido de asesinato de Hans Tietmeyer, antiguo Presidente del Dresdner Bank.

- La destrucción por medio de bomba de una cárcel en Weiterstadt cerca de Wiesbaden sin pérdidas humanas.

- Afiliación a una organización terrorista.

En noviembre de 1996, es condenada a una cadena perpetua y está detenida en el Centro de detención de Fráncfort del Meno-Preungesheim.
En 2007 y en 2010, el presidente Federal Köhler negó su Solicitud de Clemencia.
Hogefeld salió de la cárcel después de una decisión de la Audiencia Territorial de Fráncfort del Meno, quedando en libertad condicional el 10 de junio de 2011.